# Emmanuel Osei
Emmanuel Osei (Acra, Ghana, 23 de agosto de 1982) es un futbolista ghanés que juega como defensa y su equipo actual es el New England Revolution de la Conferencia Este de la MLS de Estados Unidos.

## Trayectoria
Nacido en Acra, Osei comenzó su carrera en 2001 con el club regional Echomog, y se trasladó a Maxbees Suhum de la División Poly Tank One League un año después. Jugó en su tercer equipo en dos años, en 2003, después de transferir a Accra Hearts of Oak SC, antes de trasladarse a Turquía para jugar en Akçaabat Sebatspor (entonces en la máxima categoría), también en ese año.
En 2004-05, se unió al Livorno de la Serie A, va mucho más desapercibida para la mayoría de la temporada. En dos apariciones en mayo, él jugó en derrotas consecutivas - en donde el equipo concedió 12 goles en contra - Parma FC y el AC Siena.
La temporada siguiente, Osei fue cedido al FC Timişoara. Fue liberado finalmente por el Livorno, y, tras una breve estancia en Alemania con el ASV Cham , regresó a su país para jugar en el nivel superior, lo que representa en rápida sucesión con el Wa All Stars y el Liberty Professionals.
El 31 de marzo de 2009, Osei fichó para el New England Revolution de la Conferencia Este de la MLS de Estados Unidos.

## Clubes
| Club                   | País           | Año         |
| ---------------------- | -------------- | ----------- |
| Echomog                | Ghana          | 2001        |
| Suhum Maxbees          | Ghana          | 2002        |
| Hearts of Oak          | Ghana          | 2003        |
| Akçaabat Sebatspor     | Turquía        | 2003 - 2004 |
| Livorno                | Italia         | 2004 - 2006 |
| FC Timişoara           | Rumania        | 2005 - 2006 |
| ASV Cham               | Alemania       | 2007        |
| Wa All Stars           | Ghana          | 2008        |
| Liberty Professionals  | Ghana          | 2008 - 2009 |
| New England Revolution | Estados Unidos | 2009 - 2010 |